# 過小評価グループ
過小評価グループ、低代表グループ（英語: Underrepresented group）とは、ある部分群の中で、集団全体における人口の割合よりも有意に小さな割合しか持たない、集団の部分集合のことである。過小評価グループの特性は、対象とする部分群によって異なる。

## STEM分野の過小評価グループ

### アメリカ合衆国
アメリカ合衆国のSTEM（科学、技術、工学、数学）分野においては、女性やいくつかの少数民族が過小評価グループに含まれる。アメリカ合衆国では、2010年に大学教育を受けた労働者のうちの50％が女性であるにもかかわらず、科学および工学に関係する労働者は28％しか存在しなかった。その他に、科学と工学の分野における過小評価グループとしては、アフリカ系アメリカ人、アメリカインディアン、アラスカ先住民、ヒスパニックなどの人々がいる。これらのグループは集団全体の26％の人口を占めているにもかかわらず、科学および工学の労働者のわずか10％しか占めていない。 
STEM分野の一部であるコンピュータの分野における過小評価グループには、ヒスパニック系およびアフリカ系アメリカ人が含まれる。アメリカ合衆国では、2015年時点でヒスパニックは人口の15％であり、アフリカ系アメリカ人は13％であったにもかかわらず、主要なテクノロジー企業の技術的な地位にある従業員に占める割合は、それぞれ5％および3％未満である。同様に、女性は人口全体の約50％を占めているにもかかわらず、主要なテクノロジー企業の技術職およびリーダーシップの地位に立っている人は20％未満しかいない。

### 日本
日本ではSTEM分野の女性進出が非常に遅れており、2013年の調査では、OECDの加盟国のほとんどの国では女性研究者の割合が20%〜40%であるのに対し、日本では14.6%しかなく、低い水準に留まっている。日本の女性研究者の割合は、産業・政府機関・大学のすべての組織においてOECD加盟国で最下位であり、特に産業では8.1%しかいない。割合は増加しているものの、他の国はそれ以上のペースで割合が伸びている。